# 奧哈巴隆格鄉
45°54′N 21°58′E / 45.900°N 21.967°E
奧哈巴隆格鄉（羅馬尼亞語：Comuna Ohaba Lungă, Timiș），是羅馬尼亞的鄉份，位於該國西部，由蒂米什縣負責管轄，面積105平方公里，海拔高度151米，2002年人口1,188，人口密度每平方公里11人。